# Tsaft
Tsaft (franska: Tsaft (CR), Tsaft (Commune Rurale), arabiska: تسافت) är en kommun i Marocko.   Den ligger i provinsen Driouch och regionen Oriental, 300 km öster om huvudstaden Rabat. Antalet invånare är 8 158.